# Hesso I de Baden-Baden
Hesso, margrave de Baden-Baden (1268 - 13 de febrero de 1297) era un hijo de Rodolfo I y su esposa, Cunegunda de Eberstein. Después de que su padre muriera en 1288, gobernó el margraviato de Baden junto con sus hermanos Rodolfo II, Germán VII y Rodolfo III.
Hesso se casó en tres ocasiones:
- Clara (m. antes del 10 de junio de 1291), hija del conde Walter III de Klingen. Con ella, tuvo un hijo:
  - Germán VIII (m. 1338)
- Irmengarda (1261/64 – antes de 1295), hija del conde Ulrico I de Wurtemberg e Inés de Legnica
- Adelaida (m. 1299), hija del conde Gerardo IV de Rieneck.  Con ella, tuvo otro hijo:
  - Rodolfo Hesso (m. 13 de agosto de 1335)

| Predecesor: Rodolfo I | Margrave de Baden 1288-1297 con Rodolfo II, Germán VII y Rodolfo III | Sucesor: Rodolfo III y Rodolfo Hesso |